# كيلي كي
كيلي كي (بالإنجليزية: Kelly Key)‏ هي مغنية بوب،كاتبة أغاني ومقدمة برامج برازيلية ولدت في 3 مارس 1983.

## وصلات خارجية
- كيلي كي على موقع IMDb (الإنجليزية)
- كيلي كي على موقع ميوزك برينز (الإنجليزية)
- كيلي كي على موقع أول ميوزيك (الإنجليزية)
- كيلي كي على موقع ديسكوغز (الإنجليزية)
- كيلي كي على موقع كينوبويسك (الروسية)